# Liste des médaillées olympiques en gymnastique rythmique
Cette page liste toutes les médaillées olympiques en gymnastique rythmique.

## Individuel
| Édition | Lieu           | Or                             | Argent                  | Bronze                     |
| ------- | -------------- | ------------------------------ | ----------------------- | -------------------------- |
| 1984    | Los Angeles    | Lori Fung (CAN)                | Doina Staiculescu (ROU) | Regina Weber (FRG)         |
| 1988    | Séoul          | Marina Lobatch (URS)           | Adriana Dunavska (BUL)  | Alexandra Timochenko (URS) |
| 1992    | Barcelone      | Alexandra Timochenko (EUN)     | Carolina Pascual (ESP)  | Oxana Skaldina (EUN)       |
| 1996    | Atlanta        | Ekaterina Serebrianskaya (UKR) | Yana Batyrchina (RUS)   | Elena Vitrichenko (UKR)    |
| 2000    | Sydney         | Yulia Barsukova (RUS)          | Yulia Raskina (BLR)     | Alina Kabaeva (RUS)        |
| 2004    | Athènes        | Alina Kabaeva (RUS)            | Irina Tchachina (RUS)   | Anna Bessonova (UKR)       |
| 2008    | Pékin          | Evguenia Kanaïeva (RUS)        | Inna Zhukova (BLR)      | Anna Bessonova (UKR)       |
| 2012    | Londres        | Evguenia Kanaïeva (RUS)        | Daria Dmitrieva (RUS)   | Liubou Charkashyna (BLR)   |
| 2016    | Rio de Janeiro | Margarita Mamun (RUS)          | Yana Kudryavtseva (RUS) | Hanna Rizatdinova (UKR)    |
| 2020    | Tokyo          | Linoy Ashram (ISR)             | Dina Averina (ROC)      | Alina Harnasko (BLR)       |
| 2024    | Paris          | Darja Varfolomeev (GER)        | Boryana Kaleyn (BUL)    | Sofia Raffaeli (ITA)       |

## Équipes
| Édition | Lieu           | Or | Argent | Bronze |
| ------- | -------------- | --- | --- | --- |
| 1996    | Atlanta        | Espagne Marta Baldó Nuria Cabanillas Estela Giménez Lorena Guréndez Tania Lamarca Estíbaliz Martínez               | Bulgarie Ina Delcheva Valentina Kevlian Maria Koleva Maya Tabakova Ivelina Taleva Viara Vatashka                             | Russie Evguenia Botchkareva Olga Chtyrenko Irina Dziouba Angelina Iouchkova Ioulia Ivanova Elena Krivochei            |
| 2000    | Sydney         | Russie Irina Belova Yelena Chalamova Natalia Lavrova Mariya Netesova Vera Shimanskaya Irina Zilber                 | Biélorussie Tatyana Ananko Tatyana Belan Anna Glazkova Irina Ilyenkova Maria Lazuk Olga Puzhevich                            | Grèce Eirini Aindili Evangelia Christodoulou Maria Georgatou Zacharoula Karyami Charikleia Pantazi Anna Pollatou      |
| 2004    | Athènes        | Russie Olesia Beluguina Olga Glatskikh Tatiana Kurbakova Natalia Lavrova Elena Posevina Elena Murzina              | Italie Elisa Blanchi Fabrizia D'Ottavio Marinella Falca Daniela Masseroni Elisa Santoni Laura Vernizzi                       | Bulgarie Zhaneta Ilieva Eleonora Kezhova Zornitsa Marinova Kristina Ranguelova Galina Tancheva Vladislava Tancheva    |
| 2008    | Pékin          | Russie Margarita Aliychuk Anna Gavrilenko Tatiana Gorbunova Elena Posevina Darya Shkurihina Natalia Zueva          | Chine Cai Tongtong Chou Tao Lu Yuanyang Sui Jianshuang Sun Dan Zhang Shuo                                                    | Biélorussie Olesya Babushkina Anastasia Ivankova Ksenia Sankovich Zinaida Lunina Glafira Martinovich Alina Tumilovich |
| 2012    | Londres        | Russie Ksenia Dudkina Alina Makarenko Uliana Donskova Anastasia Bliznyuk Karolina Sevastyanova Anastasia Nazarenko | Biélorussie Maryna Hancharova Anastasiya Ivankova Nataliya Leshchyk Aliaksandra Narkevich Kseniya Sankovich Alina Tumilovich | Italie Elisa Blanchi Romina Laurito Marta Pagnini Elisa Santoni Anzhelika Savrayuk Andreea Stefanescu                 |
| 2016    | Rio de Janeiro | Russie Anastasia Bliznyuk Anastasiia Tatareva Maria Tolkacheva Anastasia Maksimova Vera Biriukova                  | Espagne Lourdes Mohedano Alejandra Quereda Elena López Sandra Aguilar Artemi Gavezou                                         | Bulgarie Reneta Kamberova Mihaela Maevska Tsvetelina Naydenova Hristiana Todorova Lyubomira Kazanova                  |
| 2020    | Tokyo          | Bulgarie Simona Dyankova Stefani Kiryakova Madlen Radukanova Laura Traets Erika Zafirova                           | Comité olympique de Russie Anastasia Bliznyuk Anastasiia Maksimova Angelina Shkatova Anastasiia Tatareva Alisa Tishchenko    | Italie Martina Centofanti Agnese Duranti Alessia Maurelli Daniela Mogurean Martina Santandrea                         |
| 2024    | Paris          | Chine - Ding Xinyi - Guo Qiqi - Hao Ting - Huang Zhangjiayang - Wang Lanjing                                       | Israël - Shani Bakanov - Adar Friedmann - Romi Paritzki - Ofir Shaham - Diana Svertsov                                       | Italie - Martina Centofanti - Agnese Duranti - Alessia Maurelli - Daniela Mogurean - Laura Paris                      |